# Fábián László (öttusázó)
Fábián László (Budapest, 1963. február 18.) olimpiai bajnok öttusázó, úszó, vívó, sportvezető.
1971-től 1980-ig a Budapesti Honvéd úszója, 1980-tól 1996-ig a Budapesti Honvéd öttusázója, 1982-től 1988-ig a Budapesti Honvéd, illetve 1988-tól 1993-ig a BSE, majd a Honvéd vívója volt. Nemzetközi szintű eredményeket öttusázásban és párbajtőrvívásban ért el. Öttusázásban 1981-től 1995-ig, vívásban 1987-től 1990-ig volt tagja a magyar válogatottnak. Két olimpián vett részt, 1988-ban Szöulban tagja volt a Fábián László, Mizsér Attila, Martinek János összeállítású magyar öttusázó csapatnak és a párbajtőrcsapat tagjaként is hatodik helyezést ért el. Az aktív sportolástól 1996-ban vonult vissza.

## Sportpályafutása

### Öttusa

#### 1980–1988
1980-ban háromtusa egyéni felnőtt ob-t nyert. 1982-ben felnőtt csapatbajnok valamint ifi ob és csb nyertes volt. A londoni junior vb-n egyéniben negyedik, csapatban második lett.1983-ban szerezte meg első felnőtt bajnoki címét. A warendorfi vb-n egyéniben kilencedik, csapatban második volt. A junior vb-n az egyéni és a csapat elsőségét is begyűjtötte.
1984-ben ismét magyar bajnok volt. A junior vb-n két ezüstéremmel gyarapodott. Megnyerte a San Antoniói, a varsói, a Bad segebergi és budapesti nemzetközi versenyeket. Az olimpián a bojkott miatt nem indulhatott. A keleti blokk országai számára rendezett Barátság versenyeken győzni tudott egyéniben és csapatban is.
Egy év múlva második helyezett volt az ob-n. A vb-n egyéni 11. helyezést és csapat ezüstérmet szerzett. 1986-ban újra egyéni és csapat magyar bajnok volt. A vb-n egyéni 6.-ként és csapat ezüstérmesként zárt. 1987-ben bajnoki második és csapatbajnok volt. A világbajnokságon harmadik helyezett lett egyéniben. Csapatban az első szám után a 19. helyen álló válogatott behozta hátrányát és világbajnok lett.
1988 áprilisában az angliai Aldershotban egy nemzetközi versenyen kezdte meg a szezont, ahol egyéniben és csapatban is első lett. Ezt követően Warendorfban csak 34. lett, majd Budapesten 4., csapatban 1. A tavaszt Tokióban egy 35. helyezéssel zárta.
Az olimpiai felkészülés júniusban, Rómában folytatódott, ahol harmadik helyen végzett. Júliusban az országos bajnokságon szintén bronzérmet szerzett. Az augusztusi csb-n második lett.
A szöuli olimpián a lovaglásban két verőhibával és időtúllépéssel a 47. lett. Vívásban 48 győzelemmel első lett. Az összetettben felkapaszkodott az 5., csapatban az első helyre. Úszásban a nyolcadik legjobb időt teljesítette. A szám után egyéniben harmadik helyen állt. A csapat tartotta előnyét az első helyen. Lövészetben 185 találatával elmaradt a várakozástól, az 54. lett. A futás előtt visszaesett a nyolcadik helyre, a csapat második helyen állt. Az utolsó tusában 18. időt futotta. Teljesítményével az egyéni versenyben hetedik, csapatban aranyérmes lett.

#### 1989–1992
A következő szezont a budapesti fedett pályás csapatverseny után márciusban, San Antonióban kezdte meg, ahol egyéniben első, csapatban második, az ezt követő egynapos versenyben 17. lett. Az áprilisi párizsi viadalon harmadik volt az egyéni versenyben, majd Budapesten végzett a 9. helyen.
Az Umeában rendezett egynapos versenyen második lett. Eközben lábsérülés hátráltatta felkészülését. Az augusztusi csb-n a Honvéddal második lett. Az egyéni értékelésben a legjobbnak bizonyult. A hónap végén, Budapesten zajlott a világbajnokság. Vívásban második, úszásban 8., lövészetben 17. volt. Három szám után az egyéni verseny első helyén állt. Ezt követően futásban 24., lovaglásban 15 volt. Az összetett versenyben első lett, 38 ponttal megelőzve a második Mizsért. Csapatban Martinekkel kiegészítve világbajnokok lettek. A váltóversenyben nem indult. Nem sokkal a vb után megnyerte az egyéni országos bajnokságot is.
Az év végén elnyerte az év sportolója és az év öttusázója címet valamint az öttusa válogatott is a legjobb lett a kategóriájában.
1990-ben ismét San Antonióban kezdte meg a versenyévadot. A viadal az először megrendezett Világ kupa sorozat része volt. Fábián egyéniben negyedik, csapatban első lett. A ráadásként rendezett vegyespár versenyben Tulok Andreával első helyezést szerzetten Nantesban lett egy meghívásos versenyen kilencedik, áprilisban a warendorfi VK állomáson negyedik lett. A következő hónapban Budapesten szerzett harmadik helyével növelte vk-pontjainak számát. Júniusban, Várnában lett tizenkettedik. Ekkor első helyen állt az összesítésben. A júliusi csb-n ismét második lett a BHSE-vel. Az egyéni értékelésben a legjobbnak bizonyult.
A Lahtiban rendezett vb-n vívásban 3., úszásban 10., lövészetben 39. volt. A lövészet után felmerült, hogy fegyvere szabálytalan volt. Az eset tisztázása az éjszakai órákig tartott. Fábián teljesítményéből 30 pontot levontak. Talán a hercehurcának köszönhetően futásban 22., lovaglásban 60 lett. Az egyéni versenyben 29, a csapatban negyedik helyen zárt. Váltóban Kálnoki Kissel és Mizsérrel második lett.
Az augusztusi ob-n gyenge lovaglása miatt a hatodik helyen végzett. Októberben egy göteborgi egynapos versenyen szerzett első helyezést. A Vk sorozatban a legtöbb pontot szerezte, így indulhatott a frankfurti döntőn. Az egy nap alatt megrendezett 16 résztvevős versenyben végül a vk harmadik helyét szerezte meg.
A következő év februárjában a váltó ob-n szerzett ezüstéremmel kezdte a verseny szezont. A márciusi, párizsi vk versenyen 15. lett. Áprilisban, a római Európa-bajnokságon csapatban és váltóban első, egyéniben harmadik helyet szerzett. A hónap végén az esseni vk-viadalon negyedik, májusban, Budapesten első lett. Az ezúttal egyszerre rendezett ob-n és csb-n mindkét versenyszámban aranyérmes lett. A június végi angliai vk versenyen 23. volt.
A San Antonióban rendezett vb-n vívásban 4., úszásban 21., lövészetben 31., futásban 40., lovaglásban 41. lett. Összesítésben a 21. helyen végzett. Csapatban bronzérmet szerzett. Váltóban Madarassal és Kálnokival világbajnokságot nyert.
1992 februárjában a váltó ob második helyezettje lett csapatával. Márciusban a mexikói vk-versenyen harmadik lett. A Sorozat második állomásán, Párizsban, ötödikként zárt, majd Rómában lett második. A májusi budapesti versenyen 11. volt. Június végén a Honvéddal csapatbajnok lett és a verseny egyéni értékelésében is a legjobbnak bizonyult.
A barcelonai olimpián 48 győzelemmel megnyerte a vívást. Úszásban 11.-ként csapott célba. Két szám után egyéniben és csapatban is az élen állt. Lövészetben 170 találattal csak a 63. lett és visszaesett az összesített 18. helyre. Futásban 29., lovaglásban 50. lett. Összesítésben 32., csapatban 5.-ként végzett.
Az augusztusi ob-n bronzérmesként zárt. A VK pontversenyében negyedik lett. A svájci döntőn hetedik lett, összetettben megőrizte negyedik helyét.

#### 1993–1994
1993 februárjában a budapesti fedett pályás viadalon az egynapos versenyben ötödik, a másnapi váltó ob-n negyedik volt. A Világ Kupa nyitó mexikói versenyen nyolcadik helyen végzett majd Rómában zárt a negyedik helyen. Májusban Budapesten nyert aranyérmet. A szófiai Eb-n végig vezetve megnyerte az egyéni versenyt. Kálnokival és Mizsérrel a csapat aranyérmét is megszerezte. A sikert a Fábián, Mizsér Madaras váltó elsősége tette teljessé. A vk pontversenyben 7.-ként végzett, de a döntőben nem indult. A júliusi ob-n hatodik lett, csapatban bajnokságot nyert. A darmstadti vb-n a Fábián, Kálnoki, Mizsér összeállítású váltó világbajnok lett. Az egyéni versenyben másodikként végzett.
A következő szezont a budapesti fedett pályás versenyen kezdte ötödik hellyel. Váltó ob-n harmadik helyezett lett. A világ kupában a párizsi, a warendorfi és a szófiai versenyen 8., Budapesten 10. lett. A júliusi magyar bajnokságon ötödik, csapatban második lett.
A sheffieldi vb-n 5. lett egyéniben, hatodik csapatban. Váltóban Kálnokival és Martinekkel világbajnok lett. 1994 novemberében bejelentette, hogy befejezi öttusázó pályafutását

### Párbajtőr

#### 1980–1988
1983-ban junior csapatbajnokságot nyert. Ugyanebben az évben a budapesti ifi vb-n a 9-12. helyen zárt egyéniben.Az IBV-n csapatban első helyezett lett. 1986-ban csapatbajnokságot nyert. 1987-ben a vb-n egyéniben a 32 közé jutott. Csapatban hetedik helyezett lett.
1988 januárjában a zürichi vk versenyen harmadik helyen végzett, majd a hazai Gulyás Gyula emlékversenyen szerzett győzelmet. A márciusi berni VK versenyen nyolcadik helyen zárt. Az ob-n egy öttusa verseny miatt nem indulhatott. Az olimpián csak a csapatversenyben vették figyelemben, mivel az öttusa verseny és a párbajtőr egyéni küzdelmek között nem állt volna rendelkezésre pihenőnap. A csapatversenyben hatodik helyezett lett.

#### 1989–1995
1989 májusában megnyerte a szakág magyar bajnokságát. A csapatbajnokságban ezüstérmes lett. A denveri vb csapatban, mint tartalékot vették figyelembe. Mellőzését a szövetségi kapitány azzal indokolta, hogy Fábián nem tudott részt venni a közös edzéseken és nemzetközi eredményei sem voltak. Novemberben a Pécsen rendezett nemzetközi versenyen szerzett ezüstérmet, majd a Tokaj Express nemzetközi Világ Kupa-versenyen lett hatodik.
1990 februárjában a párizsi vk-versenyen lett negyedik. A lyoni vb az egyéni versenyben indulhatott és a 32 között búcsúzott. Az egyéni ob-n nem jutott döntőbe, a csb-n harmadik lett.
Az 1991-es ob-n második, a csb-n ötödik lett. A Tokaj Express kupán a 128 között esett ki.
1992-ben a Tokaj Express kupán ismét nem jutott be a legjobb 64 közé, az ob-n pedig a vigaszágon búcsúzott. Novemberben két párbajtőr válogató versenyen végzett a dobogón. A decemberi csb-n bajnoki címet nyert.
1994-ben a BHSE színeiben szerzett csb elsőséget. Az ob-n nem jutott a döntőbe.
1995 januárjában megnyert egy válogatóversenyt. Áprilisban a Honvéddal nem jutott el a BEK 8-as döntőjébe. Decemberben ismét csapatbajnok lett.

## Sporteredményei
- öttusázásban:
  - olimpiai bajnok (csapat: 1988)
  - olimpiai 5. helyezett (csapat: 1992)
  - olimpiai 7. (egyéni: 1988)
  - olimpiai 32. (egyéni: 1992)
  - hatszoros világbajnok (egyéni: 1989; csapat: 1987, 1989; váltó: 1991, 1993, 1994)
  - ötszörös világbajnoki 2. helyezett (egyéni: 1993; csapat: 1983, 1985, 1986; váltó: 1990)
  - kétszeres világbajnoki 3. helyezett (egyéni: 1987; csapat: 1991)
  - vb 4.: (csapat: 1990)
  - vb 5.: (egyéni: 1994)
  - vb 6.: (egyéni: 1986; csapat: 1994)
  - vb 9.: (egyéni: 1983)
  - vb 11.: (egyéni: 1985)
  - vb 21.: (egyéni: 1991)
  - vb 29.: (egyéni: 1990)
  - Ötszörös Európa-bajnok (egyéni: 1993; csapat: 1991, 1993; váltó: 1991, 1993)
  - Európa-bajnoki 3. helyezett (egyéni: 1991)
  - Junior vb 1. helyezett (egyéni: 1983; csapat: 1983)
  - Junior vb 2. helyezett (egyéni: 1984; csapat: 1982, 1984)
  - Junior vb 4. helyezett (egyéni: 1982)
  - tizenegyszeres magyar bajnok (egyéni: 1983, 1984, 1986, 1989, 1991; csapat: 1982, 1986, 1987, 1991, 1992, 1993)
  - magyar bajnoki 2.: (csapat: 1983, 1984, 1985, 1988, 1989, 1990, 1994; váltó: 1991, 1992)
  - magyar bajnoki 3.: (egyéni: 1985, 1988, 1992; váltó: 1994)
  - magyar bajnoki 4.: (váltó: 1993)
  - magyar bajnoki 5.: (egyéni: 1994)
  - magyar bajnoki 6.: (egyéni: 1990, 1993)

- párbajtőrvívásban:
  - olimpiai 6. helyezett (csapat: 1988)
  - vb 32-es tábla (1990)
  - ötszörös magyar bajnok (egyéni: 1989; csapat: 1986, 1993, 1994, 1995)
  - magyar bajnoki 2. (egyéni: 1991; csapat: 1989)
  - magyar bajnoki 3. (csapat: 1990)
  - magyar bajnoki 5. (csapat: 1991)
  - magyar bajnoki 19. (egyéni: 1990)

## Sportvezetőként
1993-tól szervezte az öttusa Magyar Nagydíjat, amely egy nemzetközi meghívásos gálaverseny volt. 1995-től a Budapesti Honvéd öttusaszakosztályának elnöke, majd társelnöke. 1996-tól 2000-ig a Nemzetközi Öttusa Szövetség marketing bizottságának tagja volt. 1996 decemberében a magyar Öttusa szövetség alelnöke lett 2000-ig. Sportvezetőként sokat tett az öttusaversenyek lebonyolítási rendjének megújításáért.
1994-ben öttusázó pályafutásának befejezése után a Kordax Rt.-nél helyezkedett el sportmenedzserként. 1995 júliusától a Westel PR-menedzsere lett. 1997-től a sportmarketinggel foglalkozó Médiasprint Kft. tulajdonosa és ügyvezetője lett.
A Magyar Speciális Olimpia Szövetség társelnöke. 1996-tól a Magyar Olimpiai Bizottság tagja. A Magyar Olimpiai Bajnokok Klubjának elnökségi tagja (1993–), majd alelnöke (2003–?), később elnöke (2021–). 2012 decemberétől a MOB sportigazgatója. 2017 májusától augusztusig a MOB megbízott főtitkára volt. 2022 április 1-től a MOB főtitkára lett.

## Díjai, elismerései
- A Magyar Népköztársaság csillagrendje (1988)
- Az év magyar csapata (Az öttusa válogatott tagja) (1987, 1988. 1989)
- Az év magyar férfi sportolója (1989)
- Az év magyar öttusázója (1984, 1987,1989, 1993)
- Örökös bajnok (1994)
- Angyalföld díszpolgára (1997)
- ISM Elismerő Oklevél (2001)
- Prima-díj (2023)